# Giải Oscar cho nam diễn viên phụ xuất sắc nhất
Giải Oscar cho nam diễn viên phụ xuất sắc nhất (tiếng Anh: Academy Award for Best Supporting Actor) là một hạng mục trong hệ thống Giải Oscar được Viện Hàn lâm Khoa học và Nghệ thuật Điện ảnh (Academy of Motion Picture Arts and Sciences, viết tắt là AMPAS, Hoa Kỳ) trao tặng hàng năm cho diễn viên nam có vai diễn phụ xuất sắc nhất trong năm đó của ngành công nghiệp điện ảnh.
Tại lễ trao giải Oscar lần thứ 9 được tổ chức vào năm 1937, Walter Brennan là người đầu tiên giành giải thưởng này cho vai diễn trong Come and Get It. 
Tính cho đến lễ trao Giải Oscar lần thứ 89 năm 2016, đã có tổng cộng 81 giải Oscar vai nam phụ được trao cho 73 nam diễn viên. Đương kim năm 2025 là nam diễn viên người Mỹ Kieran Culkin.

## Các kỷ lục
Walter Brennan, người đầu tiên giành giải Oscar nam diễn viên phụ xuất sắc cũng là nam diễn viên duy nhất từng 3 lần giành giải thưởng này (trong tổng số 4 lần được đề cử). Có 6 diễn viên đã từng hai lần chiến thắng ở hạng mục này, đó là Anthony Quinn, Melvyn Douglas, Michael Caine, Peter Ustinov, Jason Robards và Christoph Waltz. Trong số này chỉ có Robards là người chiến thắng trong hai năm liên tiếp với diễn xuất trong các phim All the President's Men (1976) và Julia (1977).
Claude Rains, và Arthur Kennedy đang giữ kỷ lục về số lần đề cử ở hạng mục Nam diễn viên phụ mà không giành giải với 4 lần. Những người đã từng 3 lần được đề cử mà chưa một lần giành chiến thắng có Charles Bickford, Jeff Bridges, Charles Durning, Robert Duvall, Ed Harris và Al Pacino (tuy rằng Al Pacino và Jeff Bridges chiến thắng ở hạng mục Vai nam chính lần lượt cho phim Scent of a Woman (1991) và Crazy Heart (2009)).
Năm 1944 Barry Fitzgerald với diễn xuất trong Going My Way trở thành người duy nhất được đề cử ở cả hai hạng mục Nam diễn viên chính và Nam diễn viên phụ cho cùng một vai diễn, ông giành tượng vàng Oscar ở hạng mục sau. Năm 1974, Robert De Niro được trao giải Oscar vai nam phụ cho vai diễn Bố già Vito Corleone thời trẻ trong phim Bố già phần II, cũng chính nhờ vào vai nhân vật này mà Marlon Brando đã giành chiến thắng ở hạng mục Nam diễn viên chính hai năm trước đó (1972) cho phim Bố già).

## Danh sách cụ thể

### Thập niên 1930
| Năm  | Diễn viên giành giải (Vai diễn)                                  | Đề cử khác (Phim tham gia) |
| ---- | ---------------------------------------------------------------- | --- |
| 1936 | Walter Brennan (Swan Bostrom trong Come and Get It)              | - Mischa Auer (My Man Godfrey) - Stuart Erwin (Pigskin Parade) - Basil Rathbone (Romeo và Juliet) - Akim Tamiroff (The General Died at Dawn)    |
| 1937 | Joseph Schildkraut (Alfred Dreyfus trong The Life of Emile Zola) | - Ralph Bellamy (The Awful Truth) - Thomas Mitchell (The Hurricane) - H. B. Warner (Lost Horizon) - Roland Young (Topper)                       |
| 1938 | Walter Brennan (Peter Goodwin trong Kentucky)                    | - Basil Rathbone (If I Were King) - John Garfield (Four Daughters) - Gene Lockhart (Algiers) - Robert Morley (Marie Antoinette)                 |
| 1939 | Thomas Mitchell (Doc Boone trong Stagecoach)                     | - Brian Aherne (Juarez) - Brian Donlevy (Beau Geste) - Harry Carey (Mr. Smith Goes to Washington) - Claude Rains (Mr. Smith Goes to Washington) |

### Thập niên 1940
| Năm  | Diễn viên giành giải (Vai diễn)                                 | Đề cử khác (Phim tham gia) |
| ---- | --------------------------------------------------------------- | --- |
| 1940 | Walter Brennan (Judge Roy Bean trong The Westerner)             | - Albert Basserman (Foreign Correspondent) - William Gargan (They Knew What They Wanted) - Jack Oakie (The Great Dictator) - James Stephenson (The Letter)          |
| 1941 | Donald Crisp (Gwilym Morgan trong How Green Was My Valley)      | - Walter Brennan (Sergeant York) - Charles Coburn (The Devil and Miss Jones) - James Gleason (Here Comes Mr. Jordan) - Sydney Greenstreet (The Maltese Falcon)      |
| 1942 | Van Heflin (Jeff Hartnett trong Johnny Eager)                   | - William Bendix (Wake Island) - Walter Huston (Yankee Doodle Dandy) - Frank Morgan (Tortilla Flat) - Henry Travers (Mrs. Miniver)                                  |
| 1943 | Charles Coburn (Benjamin Dingle trong The More the Merrier)     | - Charles Bickford (The Song of Bernadette) - J.Carroll Naish (Sahara) - Claude Rains (Casablanca) - Akim Tamiroff (Chuông nguyện hồn ai) (For Whom the Bell Tolls) |
| 1944 | Barry Fitzgerald (Father Fitzgibbon trong Going My Way)         | - Hume Cronyn (The Seventh Cross) - Monty Woolley (Since You Went Away) Claude Rains (Mr. Skeffington) - Clifton Webb (Laura)                                       |
| 1945 | James Dunn (Johnny Nolan trong A Tree Grows In Brooklyn)        | - Michael Chekhov (Spellbound) - John Dall (The Corn Is Green) - Robert Mitchum (The Story of G.I. Joe) - J.Caroll Naish (A Medal for Benny)                        |
| 1946 | Harold Russell (Anthony John trong The Best Years of Our Lives) | - Charles Coburn (The Green Years) - William Demarest (The Jolson Story) - Claude Rains (Notorious) - Clifton Webb (The Razor's Edge)                               |
| 1947 | Edmund Gwenn (Kris Kringle trong Miracle on 34th Street)        | - Charles Bickford (The Farmer's Daughter) - Thomas Gomez (Ride the Pink Horse) - Robert Ryan (Crossfire) - Richard Widmark (Kiss of Death)                         |
| 1948 | Walter Huston (Howard trong The Treasure of the Sierra Madre)   | - Charles Bickford (Johnny Belinda) - José Ferrer (Joan of Arc) - Oscar Homolka (I Remember Mama) - Cecil Kellaway (The Luck of the Irish)                          |
| 1949 | Dean Jagger (Harvey Stovall trong Twelve O'Clock High)          | - John Ireland (All the King's Men) - Arthur Kennedy (Champion) - Ralph Richardson (The Heiress) - James Whitmore (Battleground)                                    |

### Thập niên 1950
| Năm  | Diễn viên giành giải (Vai diễn)                                                                     | Đề cử khác (Phim tham gia) |
| ---- | --------------------------------------------------------------------------------------------------- | --- |
| 1950 | George Sanders (Addison De Witt trong All About Eve)                                                | - Jeff Chandler (Broken Arrow) - Edmund Gwenn (Mister 880) - Sam Jaffe (The Asphalt Jungle) - Erich von Stroheim (Sunset Boulevard)                                                        |
| 1951 | Karl Malden (Harold 'Mitch' Mitchell trong Chuyến tàu mang tên Dục vọng) (A Streetcar Named Desire) | - Leo Genn (Quo Vadis) - Kevin McCarthy (Death of a Salesman - Peter Ustinov (Quo Vadis) - Gig Young (Come Fill the Cup)                                                                   |
| 1952 | Anthony Quinn (Eufemio Zapata trong Viva Zapata!)                                                   | - Richard Burton (My Cousin Rachel) - Arthur Hunnicutt (The Big Sky) - Victor McLaglen (The Quiet Man) - Alec Guinness (Jack Palance)                                                      |
| 1953 | Frank Sinatra (Angelo Maggio trong From Here to Eternity)                                           | - Eddie Albert (Roman Holiday) - Robert Strauss (Stalag 17) - Brandon de Wilde (Shane) - Jack Palance (Shane)                                                                              |
| 1954 | Edmond O'Brien (Oscar Muldoon trong The Barefoot Contessa)                                          | - Lee J. Cobb (On the Waterfront) - Karl Malden (On the Waterfront) - Rod Steiger (On the Waterfront) - Tom Tully (The Caine Mutiny)                                                       |
| 1955 | Jack Lemmon (Frank Thurlowe Pulver trong Mister Roberts)                                            | - Arthur Kennedy (Trial) - Joe Mantell (Marty) - Sal Mineo (Rebel Without a Cause) - Arthur O'Connell (Picnic)                                                                             |
| 1956 | Anthony Quinn (Paul Gauguin trong Lust for Life)                                                    | - Don Murray (Bus Stop) - Anthony Perkins (Friendly Persuasion) - Mickey Rooney (The Bold and the Brave) - Robert Stack (Written on the Wind)                                              |
| 1957 | Red Buttons (Joe Kelly trong Sayonara)                                                              | - Vittorio De Sica (Giã từ vũ khí) (A Farewell to Arms) - Sessue Hayakawa (Cầu qua sông Kwai) (The Bridge on the River Kwai) - Arthur Kennedy (Peyton Place) - Russ Tamblyn (Peyton Place) |
| 1958 | Burl Ives (Rufus Hannassey trong The Big Country)                                                   | - Theodore Bikel (The Defiant Ones) - Lee J. Cobb (Anh em nhà Karamazov) (The Brothers Karamazov) - Arthur Kennedy (Some Came Running) - Gig Young (Teacher's Pet)                         |
| 1959 | Hugh Griffith (Sheik Ilderim trong Ben-Hur)                                                         | - Arthur O'Connell (Anatomy of a Murder) - Robert Vaughn (The Young Philadelphians) - Ed Wynn (Nhật ký Anne Frank) - George C. Scott (Anatomy of a Murder)                                 |

### Thập niên 1960
| Năm  | Diễn viên giành giải (Vai diễn)                                        | Đề cử khác (Phim tham gia) |
| ---- | ---------------------------------------------------------------------- | --- |
| 1960 | Peter Ustinov (Lentulus Batiatus trong Spartacus)                      | - Peter Falk (Murder, Inc.) - Jack Kruschen (The Apartment) - Sal Mineo (Exodus) - Chill Wills (The Alamo)                                                    |
| 1961 | George Chakiris (Bernardo trong Câu chuyện phía Tây) (West Side Story) | - Peter Falk (Pocketful of Miracles) - Jackie Gleason (The Hustler) - Montgomery Clift (Judgment at Nuremberg) - George C. Scott (The Hustler)                |
| 1962 | Ed Begley (Tom 'Boss' Finley trong Sweet Bird of Youth)                | - Victor Buono (What Ever Happened to Baby Jane?) - Telly Savalas (Birdman of Alcatraz) - Terence Stamp (Billy Budd) - Omar Sharif (Lawrence of Arabia)       |
| 1963 | Melvyn Douglas (Homer Bannon trong Hud)                                | - Hugh Griffith (Tom Jones) - Nick Adams (Twilight of Honor) - Bobby Darin (Captain Newman, M.D.) - John Huston (The Cardinal)                                |
| 1964 | Peter Ustinov (Arthur Simon Simpson trong Topkapi)                     | - John Gielgud (Becket) - Stanley Holloway (My Fair Lady) - Edmond O'Brien (Seven Days in May) - Lee Tracy (The Best Man)                                     |
| 1965 | Martin Balsam (Arnold Burns trong A Thousand Clowns)                   | - Ian Bannen (The Flight of the Phoenix) - Frank Finlay (Othello) - Tom Courtenay (Bác sĩ Zhivago) (Doctor Zhivago) - Michael Dunn (Ship of Fools)            |
| 1966 | Walter Matthau (Willie Gingrich trong The Fortune Cookie)              | - Makoto Iwamatsu (The Sand Pebbles) - George Segal (Who's Afraid of Virginia Woolf?) - James Mason (Georgy Girl) - Robert Shaw (A Man for All Seasons)       |
| 1967 | George Kennedy (Dragline trong Cool Hand Luke)                         | - Gene Hackman (Bonnie and Clyde) - Michael J. Pollard (Bonnie and Clyde) - John Cassavetes (The Dirty Dozen) - Cecil Kellaway (Guess Who's Coming to Dinner) |
| 1968 | Jack Albertson (John Cleary trong The Subject Was Roses)               | - Seymour Cassel (Faces) - Daniel Massey (Star!) - Jack Wild (Oliver!) - Gene Wilder (The Producers)                                                          |
| 1969 | Gig Young (Rocky trong They Shoot Horses, Don't They?)                 | - Rupert Crosse (The Reivers) - Elliott Gould (Bob & Carol & Ted & Alice) - Jack Nicholson (Easy Rider) - Anthony Quayle (Anne of the Thousand Days)          |

### Thập niên 1970
| Năm  | Diễn viên giành giải (Vai diễn)                                              | Đề cử khác (Phim tham gia) |
| ---- | ---------------------------------------------------------------------------- | --- |
| 1970 | John Mills (Michael trong Ryan's Daughter)                                   | - Richard S. Castellano (Lovers and Other Strangers) - Dan George (Little Big Man) - Gene Hackman (I Never Sang for My Father) - John Marley (Love Story)                                               |
| 1971 | Ben Johnson (Sam the Lion trong The Last Picture Show)                       | - Roy Scheider (The French Connection) - Jeff Bridges (The Last Picture Show) - Richard Jaeckel (Sometimes a Great Notion) - Leonard Frey (Fiddler on the Roof)                                         |
| 1972 | Joel Grey (Master of Ceremonies trong Cabaret)                               | - James Caan (Bố già) (The Godfather) - Robert Duvall (Bố già) (The Godfather) - Al Pacino (Bố già) (The Godfather) - Eddie Albert (The Heartbreak Kid)                                                 |
| 1973 | John Houseman (Charles W. Kingsfield Jr trong The Paper Chase)               | - Vincent Gardenia (Bang the Drum Slowly) - Jack Gilford (Save the Tiger) - Jason Miller (The Exorcist) - Randy Quaid (The Last Detail)                                                                 |
| 1974 | Robert De Niro (Vito Corleone trong Bố già phần II) (The Godfather, Part II) | - Fred Astaire (The Towering Inferno) - Jeff Bridges (Thunderbolt and Lightfoot) - Lee Strasberg (Bố già phần II) (The Godfather, Part II) - Michael V. Gazzo (Bố già phần II) (The Godfather, Part II) |
| 1975 | George Burns (Al Lewis trong The Sunshine Boys)                              | - Brad Dourif (One Flew Over the Cuckoo's Nest) - Chris Sarandon (Dog Day Afternoon) - Burgess Meredith (The Day of the Locust) - Jack Warden (Shampoo)                                                 |
| 1976 | Jason Robards (Ben Bradlee trong All the President's Men)                    | - Ned Beatty (Network) - Laurence Olivier (Marathon Man) - Burt Young (Rocky) - Burgess Meredith (Rocky)                                                                                                |
| 1977 | Jason Robards (Dashiell Hammett trong Julia)                                 | - Mikhail Baryshnikov (The Turning Point) - Peter Firth (Equus) - Alec Guinness (Chiến tranh giữa các vì sao: Hy vọng mới) (Star Wars Episode IV: A New Hope) Maximilian Schell (Julia)                 |
| 1978 | Christopher Walken (Nikonar 'Nick' Chevotarevich trong The Deer Hunter)      | - Bruce Dern (Coming Home) - Richard Farnsworth (Comes a Horseman) - John Hurt (Midnight Express) - Jack Warden (Heaven Can Wait)                                                                       |
| 1979 | Melvyn Douglas (Benjamin Turnbull Rand trong Being There)                    | - Robert Duvall (Apocalypse Now) - Justin Henry (Kramer vs. Kramer) - Frederic Forrest (The Rose) - Mickey Rooney (The Black Stallion)                                                                  |

### Thập niên 1980
| Năm  | Diễn viên giành giải (Vai diễn)                                                   | Đề cử khác (Phim tham gia) |
| ---- | --------------------------------------------------------------------------------- | --- |
| 1980 | Timothy Hutton (Conrad Jarrett trong Ordinary People)                             | - Judd Hirsch (Ordinary People) - Michael O'Keefe (The Great Santini) - Joe Pesci (Raging Bull) - Jason Robards (Melvin and Howard)                                                   |
| 1981 | John Gielgud (Hobson trong Arthur)                                                | - James Coco (Only When I Laugh) - Ian Holm (Chariots of Fire) - Jack Nicholson (Reds) - Howard Rollins (Ragtime)                                                                     |
| 1982 | Louis Gossett, Jr. (Gunnery Sergeant Emil Foley trong An Officer and A Gentleman) | - Charles Durning (The Best Little Whorehouse in Texas) - John Lithgow (The World According to Garp) - James Mason (The Verdict) - Robert Preston (Victor/Victoria)                   |
| 1983 | Jack Nicholson (Garrett Breedlove trong Terms of Endearment)                      | - Charles Durning (To Be or Not to Be) - John Lithgow (Terms of Endearment) - Sam Shepard (The Right Stuff) - Rip Torn (Cross Creek)                                                  |
| 1984 | Haing S. Ngor (Dith Pran trong Cánh đồng chết) (The Killing Fields)               | - Adolph Caesar (A Soldier's Story) - John Malkovich (Places in the Heart) - Noriyuki Morita (The Karate Kid) - Ralph Richardson (Greystoke - The Legend of Tarzan, Lord of the Apes) |
| 1985 | Don Ameche (Arthur Selwyn trong Cocoon)                                           | - Klaus Brandauer (Out of Africa) - William Hickey (Prizzi's Honor) - Robert Loggia (Jagged Edge) - Eric Roberts (Runaway Train)                                                      |
| 1986 | Michael Caine (Elliot trong Hannah and Her Sisters)                               | - Tom Berenger (Trung đội) (Platoon) - Willem Dafoe (Trung đội) (Platoon) - Denholm Elliott (A Room with a View) - Dennis Hopper (Hoosiers)                                           |
| 1987 | Sean Connery (Jim Malone trong The Untouchables)                                  | - Albert Brooks (Broadcast News) - Morgan Freeman (Street Smart) - Vincent Gardenia (Moonstruck) - Denzel Washington Cry Freedom                                                      |
| 1988 | Kevin Kline (Otto West trong A Fish Called Wanda)                                 | - Alec Guinness (Little Dorrit) - Martin Landau (Tucker: The Man and His Dream) - River Phoenix (Running on Empty) - Dean Stockwell (Married to the Mob)                              |
| 1989 | Denzel Washington (Binh nhì Trip trong Glory)                                     | - Danny Aiello (Do the Right Thing) - Dan Aykroyd (Driving Miss Daisy) - Marlon Brando (A Dry White Season) - Martin Landau (Crimes and Misdemeanors)                                 |

### Thập niên 1990
| Năm  | Diễn viên giành giải (Vai diễn)                             | Đề cử khác (Phim tham gia) |
| ---- | ----------------------------------------------------------- | --- |
| 1990 | Joe Pesci (Tommy DeVito trong Goodfellas)                   | - Bruce Davison (Longtime Companion) - Andy Garcia (Bố già phần III) (The Godfather Part III) - Graham Greene (Khiêu vũ giữa bầy sói) (Dances with Wolves) - Al Pacino (Dick Tracy)                       |
| 1991 | Jack Palance (Curly Washburn trong City Slickers)           | - Harvey Keitel (Bugsy) - Ben Kingsley (Bugsy) - Michael Lerner (Barton Fink) - Tommy Lee Jones (JFK) |
| 1992 | Gene Hackman (Little Bill Daggett trong Unforgiven)         | - Jack Nicholson (Chỉ có vài người tốt) (A Few Good Men) - Al Pacino (Glengarry Glen Ross) - Jaye Davidson (The Crying Game) - David Paymer (Mr. Saturday Night)                                          |
| 1993 | Tommy Lee Jones (Samuel Gerard trong The Fugitive)          | - Leonardo DiCaprio (What's Eating Gilbert Grape) - John Malkovich (In the Line of Fire) -Pete Postlethwaite (In the Name of the Father) - Ralph Fiennes (Bản danh sách của Schindler) (Schindler's List) |
| 1994 | Martin Landau (Bela Lugosi trong Ed Wood)                   | - Chazz Palminteri (Bullets Over Broadway) - Paul Scofield (Quiz Show) - Gary Sinise (Forrest Gump) - Samuel L. Jackson (Pulp Fiction)                                                                    |
| 1995 | Kevin Spacey (Roger 'Verbal' Kint trong The Usual Suspects) | - James Cromwell (Babe) - Edward Harris (Apollo 13) - Brad Pitt (Twelve Monkeys) - Tim Roth (Rob Roy) |
| 1996 | Cuba Gooding, Jr. (Rod Tidwell trong Jerry Maguire)         | - William H. Macy (Fargo) - Edward Norton - (Primal Fear) - Armin Mueller-Stahl (Shine) - James Woods (Ghosts of Mississippi)                                                                             |
| 1997 | Robin Williams (Sean Maguire trong Good Will Hunting)       | - Robert Forster (Jackie Brown) - Anthony Hopkins (Amistad) - Greg Kinnear (As Good as It Gets) - Burt Reynolds (Boogie Nights)                                                                           |
| 1998 | James Coburn (Glen Whitehouse trong Affliction)             | - Robert Duvall (A Civil Action) - Edward Harris (The Truman Show) - Geoffrey Rush (Shakespeare đang yêu) (Shakespeare in Love) - Billy Bob Thornton (A Simple Plan)                                      |
| 1999 | Michael Caine (Wilbur Larch trong The Cider House Rules)    | - Tom Cruise (Magnolia) - Michael Clarke Duncan (Dặm xanh) (The Green Mile) - Jude Law (The Talented Mr. Ripley) - Haley Joel Osment (Giác quan thứ sáu) (The Sixth Sense)                                |

### Thập niên 2000
| Year        | Actor                  | Film                                                       | Role(s)                   | Ref.   |
| ----------- | ---------------------- | ---------------------------------------------------------- | ------------------------- | ------ |
| 2000 (73rd) | Benicio del Toro       | Traffic                                                    | Javier Rodriguez          | [ 1 ]  |
| 2000 (73rd) | Jeff Bridges           | The Contender                                              | Jackson Evans             | [ 1 ]  |
| 2000 (73rd) | Willem Dafoe           | Shadow of the Vampire                                      | Max Schreck               | [ 1 ]  |
| 2000 (73rd) | Albert Finney          | Erin Brockovich                                            | Edward L. Masry           | [ 1 ]  |
| 2000 (73rd) | Joaquin Phoenix        | Gladiator                                                  | Commodus                  | [ 1 ]  |
| 2001 (74th) | Jim Broadbent          | Iris                                                       | John Bayley               | [ 2 ]  |
| 2001 (74th) | Ethan Hawke            | Training Day                                               | Officer Jake Hoyt         | [ 2 ]  |
| 2001 (74th) | Ben Kingsley           | Sexy Beast                                                 | Don Logan                 | [ 2 ]  |
| 2001 (74th) | Ian McKellen           | The Lord of the Rings: The Fellowship of the Ring          | Gandalf the Grey          | [ 2 ]  |
| 2001 (74th) | Jon Voight             | Ali                                                        | Howard Cosell             | [ 2 ]  |
| 2002 (75th) | Chris Cooper           | Adaptation                                                 | John Laroche              | [ 3 ]  |
| 2002 (75th) | Ed Harris              | The Hours                                                  | Richard "Richie" Brown    | [ 3 ]  |
| 2002 (75th) | Paul Newman            | Road to Perdition                                          | John Rooney               | [ 3 ]  |
| 2002 (75th) | John C. Reilly         | Chicago                                                    | Amos Hart                 | [ 3 ]  |
| 2002 (75th) | Christopher Walken     | Catch Me If You Can                                        | Frank Abagnale, Sr.       | [ 3 ]  |
| 2003 (76th) | Tim Robbins            | Mystic River                                               | Dave Boyle                | [ 4 ]  |
| 2003 (76th) | Alec Baldwin           | The Cooler                                                 | Shelly Kaplow             | [ 4 ]  |
| 2003 (76th) | Benicio del Toro       | 21 Grams                                                   | Jack Jordan               | [ 4 ]  |
| 2003 (76th) | Djimon Hounsou         | In America                                                 | Mateo                     | [ 4 ]  |
| 2003 (76th) | Ken Watanabe           | The Last Samurai                                           | Lord Moritsugu Katsumoto  | [ 4 ]  |
| 2004 (77th) | Morgan Freeman         | Million Dollar Baby                                        | Eddie "Scrap-Iron" Dupris | [ 5 ]  |
| 2004 (77th) | Alan Alda              | The Aviator                                                | Owen Brewster             | [ 5 ]  |
| 2004 (77th) | Thomas Haden Church    | Sideways                                                   | Jack Cole                 | [ 5 ]  |
| 2004 (77th) | Jamie Foxx             | Collateral                                                 | Max Durocher              | [ 5 ]  |
| 2004 (77th) | Clive Owen             | Closer                                                     | Larry Gray                | [ 5 ]  |
| 2005 (78th) | George Clooney         | Syriana                                                    | Robert Barnes             | [ 6 ]  |
| 2005 (78th) | Matt Dillon            | Crash                                                      | Officer John Ryan         | [ 6 ]  |
| 2005 (78th) | Paul Giamatti          | Cinderella Man                                             | Joe Gould                 | [ 6 ]  |
| 2005 (78th) | Jake Gyllenhaal        | Brokeback Mountain                                         | Jack Twist                | [ 6 ]  |
| 2005 (78th) | William Hurt           | A History of Violence                                      | Richie Cusack             | [ 6 ]  |
| 2006 (79th) | Alan Arkin             | Little Miss Sunshine                                       | Edwin Hoover              | [ 7 ]  |
| 2006 (79th) | Jackie Earle Haley     | Little Children                                            | Ronald James McGorvey     | [ 7 ]  |
| 2006 (79th) | Djimon Hounsou         | Blood Diamond                                              | Solomon Vandy             | [ 7 ]  |
| 2006 (79th) | Eddie Murphy           | Dreamgirls                                                 | James "Thunder" Early     | [ 7 ]  |
| 2006 (79th) | Mark Wahlberg          | The Departed                                               | Staff Sgt. Sean Dignam    | [ 7 ]  |
| 2007 (80th) | Javier Bardem          | No Country for Old Men                                     | Anton Chigurh             | [ 8 ]  |
| 2007 (80th) | Casey Affleck          | The Assassination of Jesse James by the Coward Robert Ford | Robert Ford               | [ 8 ]  |
| 2007 (80th) | Philip Seymour Hoffman | Charlie Wilson's War                                       | Gust Avrakotos            | [ 8 ]  |
| 2007 (80th) | Hal Holbrook           | Into the Wild                                              | Ron Franz                 | [ 8 ]  |
| 2007 (80th) | Tom Wilkinson          | Michael Clayton                                            | Arthur Edens              | [ 8 ]  |
| 2008 (81st) | Heath Ledger ^         | The Dark Knight                                            | The Joker                 | [ 10 ] |
| 2008 (81st) | Josh Brolin            | Milk                                                       | Dan White                 | [ 10 ] |
| 2008 (81st) | Robert Downey, Jr.     | Tropic Thunder                                             | Kirk Lazarus              | [ 10 ] |
| 2008 (81st) | Philip Seymour Hoffman | Doubt                                                      | Father Brendan Flynn      | [ 10 ] |
| 2008 (81st) | Michael Shannon        | Revolutionary Road                                         | John Givings, Jr.         | [ 10 ] |
| 2009 (82nd) | Christoph Waltz        | Inglourious Basterds                                       | Col. Hans Landa           | [ 11 ] |
| 2009 (82nd) | Matt Damon             | Invictus                                                   | Francois Pienaar          | [ 11 ] |
| 2009 (82nd) | Woody Harrelson        | The Messenger                                              | Capt. Tony Stone          | [ 11 ] |
| 2009 (82nd) | Christopher Plummer    | The Last Station                                           | Leo Tolstoy               | [ 11 ] |
| 2009 (82nd) | Stanley Tucci          | The Lovely Bones                                           | George Harvey             | [ 11 ] |

### Thập niên 2010
| Năm         | Nam diễn viên          | Phim                                            | Vai diễn                     | Ref.   |
| ----------- | ---------------------- | ----------------------------------------------- | ---------------------------- | ------ |
| 2010 (83rd) | Christian Bale         | The Fighter                                     | Dicky Eklund                 | [ 12 ] |
| 2010 (83rd) | John Hawkes            | Winter's Bone                                   | Teardrop Dolly               | [ 12 ] |
| 2010 (83rd) | Jeremy Renner          | The Town                                        | James "Jem" Coughlin         | [ 12 ] |
| 2010 (83rd) | Mark Ruffalo           | The Kids Are All Right                          | Paul Hatfield                | [ 12 ] |
| 2010 (83rd) | Geoffrey Rush          | The King's Speech                               | Lionel Logue                 | [ 12 ] |
| 2011 (84th) | Christopher Plummer    | Beginners                                       | Hal Fields                   | [ 13 ] |
| 2011 (84th) | Kenneth Branagh        | My Week with Marilyn                            | Laurence Olivier             | [ 13 ] |
| 2011 (84th) | Jonah Hill             | Moneyball                                       | Peter Brand                  | [ 13 ] |
| 2011 (84th) | Nick Nolte             | Warrior                                         | Paddy Conlon                 | [ 13 ] |
| 2011 (84th) | Max von Sydow          | Extremely Loud and Incredibly Close             | The Renter                   | [ 13 ] |
| 2012 (85th) | Christoph Waltz        | Django Unchained                                | Dr. King Schultz             | [ 14 ] |
| 2012 (85th) | Alan Arkin             | Argo                                            | Lester Siegel                | [ 14 ] |
| 2012 (85th) | Robert De Niro         | Silver Linings Playbook                         | Patrizio "Pat" Solitano, Sr. | [ 14 ] |
| 2012 (85th) | Philip Seymour Hoffman | The Master                                      | Lancaster Dodd               | [ 14 ] |
| 2012 (85th) | Tommy Lee Jones        | Lincoln                                         | Thaddeus Stevens             | [ 14 ] |
| 2013 (86th) | Jared Leto             | Dallas Buyers Club                              | Rayon                        | [ 15 ] |
| 2013 (86th) | Barkhad Abdi           | Captain Phillips                                | Abduwali Muse                | [ 15 ] |
| 2013 (86th) | Bradley Cooper         | American Hustle                                 | Richard "Richie" DiMaso      | [ 15 ] |
| 2013 (86th) | Michael Fassbender     | 12 Years a Slave                                | Edwin Epps                   | [ 15 ] |
| 2013 (86th) | Jonah Hill             | The Wolf of Wall Street                         | Donnie Azoff                 | [ 15 ] |
| 2014 (87th) | J. K. Simmons          | Whiplash                                        | Terrence Fletcher            | [ 16 ] |
| 2014 (87th) | Robert Duvall          | The Judge                                       | Joseph Palmer                | [ 16 ] |
| 2014 (87th) | Ethan Hawke            | Boyhood                                         | Mason Evans, Sr.             | [ 16 ] |
| 2014 (87th) | Edward Norton          | Birdman or (The Unexpected Virtue of Ignorance) | Mike Shiner                  | [ 16 ] |
| 2014 (87th) | Mark Ruffalo           | Foxcatcher                                      | David Schultz                | [ 16 ] |
| 2015(88th)  | Mark Rylance           | Brige of Spies                                  | Rudolf Abel                  | [ 17 ] |
| 2015(88th)  | Mark Ruffalo           | Spotlight                                       | Michael Rezendes             | [ 17 ] |
| 2015(88th)  | Christian Bale         | The Big Short                                   | Michael Burry                | [ 17 ] |
| 2015(88th)  | Tom Hardy              | The Revenant                                    | John Fitzgeral               | [ 17 ] |
| 2015(88th)  | Sylvester Stallone     | Creed                                           | Rocky Balboa                 | [ 17 ] |
| 2016(89th)  | Mahershala Ali         | Moonlight                                       | Juan                         | [ 18 ] |
| 2016(89th)  | Lucas Hedges           | Manchester by the Sea                           | Patrick Chandler             | [ 18 ] |
| 2016(89th)  | Jeff Bridges           | Hell or Hight Water                             | Marcus Hamilton              | [ 18 ] |
| 2016(89th)  | Michael Shannon        | Nocturnal Animals                               | Patrick Chandler             | [ 18 ] |
| 2016(89th)  | Dev Patel              | Lion                                            | Saroo Brierley               | [ 18 ] |